# وست منرو (لوئیزیانا)
وست منرو (به انگلیسی: West Monroe) شهری در ایالت لوئیزیانا کشور ایالات متحده آمریکا است که جمعیت آن در سرشماری سال ۲۰۱۰ میلادی، ۱۳٬۰۶۵ نفر بوده‌است.